# Meckhe
Meckhe (wolof: Mexe) – miasto w Senegalu, w regionie Thies. Według danych szacunkowych na rok 2007 liczy 20 185 mieszkańców. W czasach kolonialnych miasto było przystankiem na niedziałającej już obecnie trasie kolejowej z Dakaru do Saint Louis.

## Miasta partnerskie
- Saint-Dié-des-Vosges